# 1004 км (Самарська область)
1004 км (рос. 1004 км) — залізнична будка в Безенчуцькому районі Самарської області Російської Федерації.
Населення становить 0 осіб. Входить до складу муніципального утворення сільське поселення Преполовенка.

## Історія
Населений пункт розташований у межах українського етнічного та культурного краю Жовтий Клин.
Від 2005 року входило до складу муніципального утворення сільське поселення Преполовенка.

## Населення
1. Н/Д[2]